# Mattoni NBL 2001/2002
Národní basketbalová liga 2001/2002 byla nejvyšší mužskou ligovou basketbalovou soutěží v České republice v ročníku 2001/2002. Od ročníku ligy 1998/1999 byla nazvána jménem generálního partnera - Mattoni Národní basketbalová liga (ve zkratce Mattoni NBL).
Konečné pořadí ligy:
1. BK Opava (mistr České republiky 2001/2002) - 2. MLÉKÁRNA Kunín - 3. BK GA Nymburk - 4. BC SPARTA Praha - 5. TRIGA EPRIN Brno - 6. USK Praha - 7. BVV Brno - 8. BK NH Ostrava - 9. SPOLCHEMIE BK Ústí nad Labem - 10. BK SČE Děčín	- 11.	BK OSTACOLOR Pardubice (sestup do kvalifikace) - 12. Sokol Vyšehrad (sestup do 2. ligy)

## Systém soutěže
V první části soutěže (září - prosinec 2001) všech 12 družstev dvoukolově každý s každým (zápasy doma - venku) odehrálo 22 zápasů.
Ve druhé části soutěže (leden - březen 2002) se započítáním výsledků 1. části byla družstva rozdělena do skupiny A1 (o 1. až 6. místo) a do skupiny A2 (o 7. až 12. místo), družstva hrála ve skupině dvoukolově každý s každým (každé družstvo 10 utkání).
V Play-off hrálo 6 týmů ze skupiny A1 a dva nejlepší ze skupiny A2. Všechna kola play-off se hrála na tři vítězné zápasy, finále ligy na čtyři vítězné zápasy.
Ke změně došlo v tom, že Play-out (zápasy o 9.-12. místo) se hrálo naposledy v předcházející sezóně 2000/2001. Od sezóny 2001/2002 družstva na 9. až 12. místě po skončení skupiny A2 dále nehrála, jejich pořadí bylo určeno pořadím ve skupině A2. Poslední 12. družstvo z NBL sestoupilo do II. ligy, předposlední 11. družstvo hrálo kvalifikaci s druhým z II. ligy.

## Výsledky

### Tabulka po první části soutěže
| Poř. | Tým                         | Z  | V  | P  | Skóre     | Body |
| ---- | --------------------------- | -- | -- | -- | --------- | ---- |
| 1.   | Mlékárna Kunín              | 22 | 20 | 2  | 2183:1803 | 42   |
| 2.   | BK Opava                    | 22 | 17 | 5  | 2153:1823 | 39   |
| 3.   | BK ECM Nymburk              | 22 | 16 | 6  | 1886:1769 | 38   |
| 4.   | BC Sparta Praha             | 22 | 13 | 9  | 1887:1716 | 35   |
| 5.   | USK Praha                   | 22 | 13 | 9  | 1748:1754 | 35   |
| 6.   | Triga Eprin Brno            | 22 | 13 | 9  | 1840:1757 | 35   |
| 7.   | BC BVV ŽS Brno              | 22 | 13 | 9  | 1997:1729 | 35   |
| 8.   | BK NH Ostrava               | 22 | 8  | 14 | 1743:1909 | 30   |
| 9.   | BK SČP Ústí nad Labem       | 22 | 7  | 15 | 1866:2011 | 29   |
| 10.  | BK SČE Děčín                | 22 | 6  | 16 | 1644:1849 | 28   |
| 11.  | Ostacolor BHC SKP Pardubice | 22 | 4  | 18 | 1648:2076 | 26   |
| 12.  | Sokol CIPA Vyšehrad         | 22 | 2  | 20 | 1623:2022 | 24   |

### Tabulka druhé části soutěže, skupina A1
| Poř. | Tým              | Z  | V  | P  | Skóre     | Body |
| ---- | ---------------- | -- | -- | -- | --------- | ---- |
| 1.   | Mlékárna Kunín   | 32 | 28 | 4  | 3092:2612 | 60   |
| 2.   | BK Opava         | 32 | 24 | 8  | 3076:2677 | 56   |
| 3.   | BK ECM Nymburk   | 32 | 22 | 10 | 2740:2555 | 54   |
| 4.   | Triga Eprin Brno | 32 | 18 | 14 | 2614:2567 | 50   |
| 5.   | BC Sparta Praha  | 32 | 16 | 16 | 2657:2560 | 48   |
| 6.   | USK Praha        | 32 | 14 | 18 | 2390:2523 | 46   |

### Tabulka druhé části soutěže, skupina A2
| Poř. | Tým                         | Z  | V  | P  | Skóre     | Body |
| ---- | --------------------------- | -- | -- | -- | --------- | ---- |
| 7.   | BC BVV ŽS Brno              | 32 | 23 | 9  | 2927:2463 | 55   |
| 8.   | BK NH Ostrava               | 32 | 14 | 18 | 2532:2662 | 46   |
| 9.   | BK SČP Ústí nad Labem       | 32 | 11 | 21 | 2681:2914 | 43   |
| 10.  | BK SČE Děčín                | 32 | 9  | 23 | 2483:2684 | 41   |
| 11.  | Ostacolor BHC SKP Pardubice | 32 | 8  | 24 | 2486:2959 | 40   |
| 12.  | Sokol CIPA Vyšehrad         | 32 | 5  | 27 | 2380:2882 | 37   |

## Play-off

### čtvrtfinále
- (1.) Mlékárna Kunín - (8.) BK NH Ostrava 3:0 (104:88 80:68 81:66)
- (2.) BK Opava - (7.) BC BVV ŽS Brno 3:0 (100:98 87:78 101:86)
- (3.) BK ECM Nymburk - (6.) USK Praha 3:1 (71:69 85:72 76:77 84:62)
- (5.) BC Sparta Praha - (4.) Triga Eprin Brno  3:0 (85:80 86:73 88:83)

### semifinále
- Mlékárna Kunín -  BC Sparta Praha 3:0 (94:81 77:75 97:90)
- BK Opava - BK ECM Nymburk 3:1 (106:82 88:98 81:70 89:86)

### zápas o 3. místo
- BK ECM Nymburk - BC Sparta Praha - 3:0 (87:73 87:75 75:68)

### Finále
- BK Opava - Mlékárna Kunín 4:2 (86:88 86:67 99:84 81:63 76:80 82:63)